# Alemânico

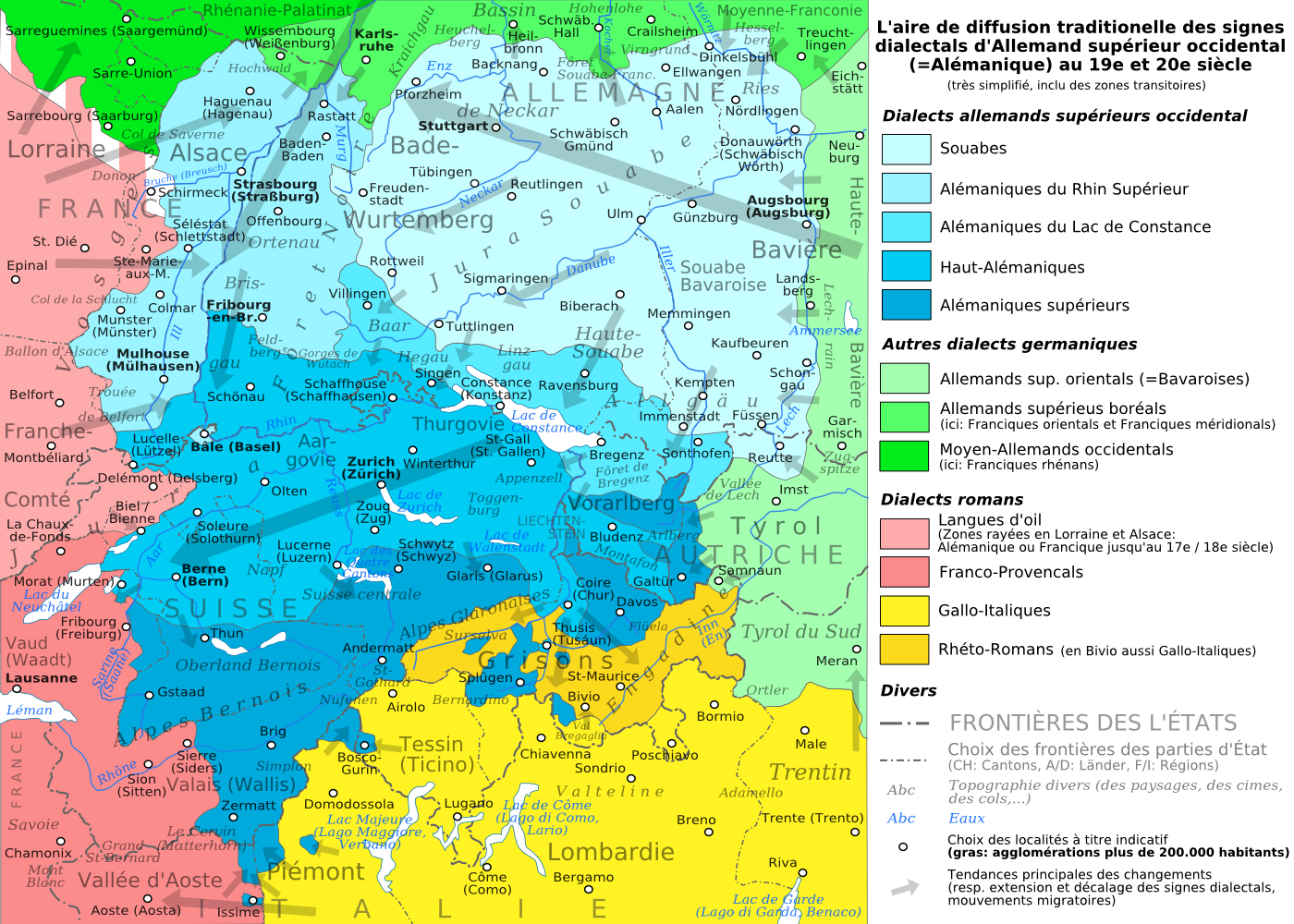
Área de influência do alemânico

Alemão alemânico ou apenas alemânico é um grupo de dialetos falados no sudoeste da Alemanha, no oeste da Áustria (Vorarlberg), na França (Alsácia), na Itália (no Alto Vale do Lis, no Vale de Aosta),em Liechtenstein e na Suíça.
Historicamente, o alemânico é um conjunto de dialetos do alto-alemão que se desenvolveram no vale dos povos alamanos. A área linguística dos alamanos corresponde ao prolongamento histórico da província romana Germânia Superior.
Este dialeto também é falado na Venezuela, em Colônia Tovar (cidade fundada por imigrantes alemães).
Quase todo falante de alemão alemânico também fala Hochdeutsch (à variante padrão do alemão,) em um nível correspondente. Na Suíça, o alemânico é mais difundido em regiões onde o romanche é falado, nessas regiões, a população é bilíngue ou fala somente alemão.
Um censo de 1936 indicou que 84% da população alsaciana falava alemão alemânico.
Em 1984, os alsacianos que falavam alemânico não passavam de 13,1% no departamento do Alto Reno e de 20% no do Baixo Reno.
Até em Baden, o alemânico está desaparecendo, principalmente nas cidades onde os jovens falam uma língua próxima do Hochdeutsch, com um leve sotaque alemânico.

## Origem do nome «alemânico»
A palavra « alemânico » foi introduzida por Johann Peter Hebel em seu livro Allemannische Gedichte (poemas alemânicos).
A denominação de Hebel vem de alamanos, povo que se estabeleceu por volta do primeiro milênio na região onde é hoje falado o alemânico.

## Denominações populares
A palavra « alemânico » é frequentemente usada em Baden e em Vorarlberg para designar seu próprio dialeto. Em Alsácia, na Suíça e na Suábia, o termo costuma ser substituído por alsaciano, alemão suíço ou alemânico suíço, ou ainda suábio (de acordo com a região), naturalmente na língua corrente. Há também denominações mais diretas como Berndütsch (literalmente « alemão de Berna »), « Markgräflerisch » (para o dialeto dentro do país entre as cidades de Freiburg im Breisgau e Lörrach), « Vorarlbergisch » etc.

## Ortografia
Não há uma ortografia padronizada para o alemânico.